# Minneapolis Lakers 1952-1953
La stagione 1952-53 dei Minneapolis Lakers fu la 5ª nella NBA per la franchigia.
I Minneapolis Lakers vinsero la Western Division con un record di 48-22. Nei play-off vinsero la semifinale di division con gli Indianapolis Olympians (2-0), la finale di division con i Fort Wayne Pistons (3-2), vincendo poi il titolo battendo nella finale NBA i New York Knicks (4-1).

## Classifica
| Squadra              | V  | P  | %    | GB   |
| -------------------- | -- | -- | ---- | ---- |
| Minneapolis Lakers C | 48 | 22 | 68,6 | -    |
| Rochester Royals     | 44 | 26 | 62,9 | 4    |
| Ft. Wayne Pistons    | 36 | 33 | 52,2 | 11,5 |
| Ind. Olympians       | 28 | 43 | 39,4 | 20,5 |
| Milwaukee Hawks      | 27 | 44 | 38,0 | 21,5 |

## Roster
| \| Pos. \| Num. \| Naz. \| Nome \| Altezza \| Peso \| Data nascita \| Provenienza \| \| ---- \| ---- \| ---- \| ---------------- \| ------- \| ------ \| ------------ \| --------------- \| \| G \| 16 \| \| Harrison, Bob \| 185 cm \| 86 kg \| 12-08-1927 \| Michigan \| \| A/C \| 11 \| \| Hitch, Lew \| 203 cm \| 91 kg \| 16-07-1929 \| Kansas State \| \| AP \| 12 \| \| Holstein, Jim \| 191 cm \| 82 kg \| 24-09-1930 \| Cincinnati \| \| P \| 22 \| \| Martin, Slater \| 178 cm \| 77 kg \| 22-10-1925 \| Texas Longhorns \| \| C \| 99 \| \| Mikan, George \| 208 cm \| 111 kg \| 18-06-1924 \| DePaul \| \| C \| 19 \| \| Mikkelsen, Vern \| 201 cm \| 104 kg \| 21-10-1928 \| Hamline \| \| AG \| 17 \| \| Pollard, Jim \| 193 cm \| 84 kg \| 09-07-1922 \| Stanford \| \| G \| 18 \| \| Saul, Frank \| 188 cm \| 84 kg \| 16-02-1924 \| Seton Hall \| \| AG \| 15 \| \| Schnittker, Dick \| 196 cm \| 91 kg \| 27-05-1928 \| Ohio State \| \| AG \| 12 \| \| Schultz, Howie \| 198 cm \| 91 kg \| 03-07-1922 \| Hamline \| \| P \| 20 \| \| Skoog, Whitey \| 180 cm \| 82 kg \| 02-11-1926 \| Minnesota \| | Allenatore - John Kundla Assistente/i - Dave McMillan Legenda - (C) Capitano - (FA) Free agent - (S) Sospeso - (TW) Contratto Two-way - (GL) Assegnato a squadra G League affiliata - Infortunato Roster • Transazioni · Ultima transazione: 24 aprile 1953 |                        |                  |         |        |              |                 |
| Pos. | Num. | Naz.                   | Nome             | Altezza | Peso   | Data nascita | Provenienza     |
| G | 16 | Stati Uniti (bandiera) | Harrison, Bob    | 185 cm  | 86 kg  | 12-08-1927   | Michigan        |
| A/C | 11 | Stati Uniti (bandiera) | Hitch, Lew       | 203 cm  | 91 kg  | 16-07-1929   | Kansas State    |
| AP | 12 | Stati Uniti (bandiera) | Holstein, Jim    | 191 cm  | 82 kg  | 24-09-1930   | Cincinnati      |
| P | 22 | Stati Uniti (bandiera) | Martin, Slater   | 178 cm  | 77 kg  | 22-10-1925   | Texas Longhorns |
| C | 99 | Stati Uniti (bandiera) | Mikan, George    | 208 cm  | 111 kg | 18-06-1924   | DePaul          |
| C | 19 | Stati Uniti (bandiera) | Mikkelsen, Vern  | 201 cm  | 104 kg | 21-10-1928   | Hamline         |
| AG | 17 | Stati Uniti (bandiera) | Pollard, Jim     | 193 cm  | 84 kg  | 09-07-1922   | Stanford        |
| G | 18 | Stati Uniti (bandiera) | Saul, Frank      | 188 cm  | 84 kg  | 16-02-1924   | Seton Hall      |
| AG | 15 | Stati Uniti (bandiera) | Schnittker, Dick | 196 cm  | 91 kg  | 27-05-1928   | Ohio State      |
| AG | 12 | Stati Uniti (bandiera) | Schultz, Howie   | 198 cm  | 91 kg  | 03-07-1922   | Hamline         |
| P | 20 | Stati Uniti (bandiera) | Skoog, Whitey    | 180 cm  | 82 kg  | 02-11-1926   | Minnesota       |

## Staff tecnico
- Allenatore: John Kundla
- Vice-allenatore: Dave McMillan